# Les Vainqueurs (trilogie)
Pour les articles homonymes, voir Les Vainqueurs.
Les Vainqueurs est une trilogie dramatique d'Olivier Py créée le 9 avril 2005 à Villeurbanne et publiée chez Actes Sud.
Elle comprend :
- Le prologue
- Les Étoiles d'Arcadie
- La Méditerranée perdue (avec épilogue)
- La Couronne d'olivier (avec épilogue)

L'action se déroule dans une Méditerranée à la fois mythique et bien réelle, lieu d'origine du théâtre et théâtre de tous les trafics. Les trois protagonistes principaux de chaque pièce, Florian le Prince, Cythère la prostituée, et Axel le fossoyeur ont chacun le secret d'un sourire que d'autres essaieront de voler ou de faire disparaître.

## Découpage et personnages

### Prologue
- Personnages
  - Le garçon dans l'armoire
  - Cythère
  - Axel le fossoyeur
  - Florian le prince
  - Un homme

### Les Étoiles d'Arcadie
- Personnages
  - Florian
  - Orémus
  - Une femme
  - Lysias son fils
  - Jude
  - Nathan fils du dictateur
  - Ferrare
  - Lubna
  - Le Dictateur
  - Elias un enfant
  - Filles
  - Gardes

- Découpage
  - Acte I - scènes 1 à 3
  - Acte II - scènes 1 à 4
  - Acte III - scènes 1 & 2
  - Acte IV - scènes 1 à 5
  - Acte V - scènes 1 & 2

### La Méditerranée perdue
- Personnages
  - Cythère
  - Le général
  - Le docteur
  - Parnasse
  - Mozart
  - Septime, petit frère de Mozart
  - Ferrare
  - Madame, mère de Septime et Mozart, femme du général
  - Lubna
  - Le geôlier

- Découpage
  - Acte I - scène unique
  - Acte II - scène unique
  - Acte III - scène unique
  - Acte IV - scène unique
  - Acte V - scènes 1 & 2
  - Epilogue

### La Couronne d'olivier
- Personnages
  - Axel
  - Ferrare
  - Le légiste
  - Arthur
  - Lubna
  - Parnasse
  - Le sénateur
  - Un garde du corps
  - Un jeune homme mort
  - La jeune mariée
  - Le directeur de l'hôtel
  - Une mère
  - La vraie Cythère
  - Un jeune garçon
  - Le vrai Florian
  - Des invités
  - Deux policiers

- Découpage
  - Acte I - scènes 1 à 4
  - Acte II - scènes 1 à 4
  - Acte III - scènes 1 à 4
  - Acte IV - scènes 1 à 4
  - Épilogue